# Jerzy Edigey

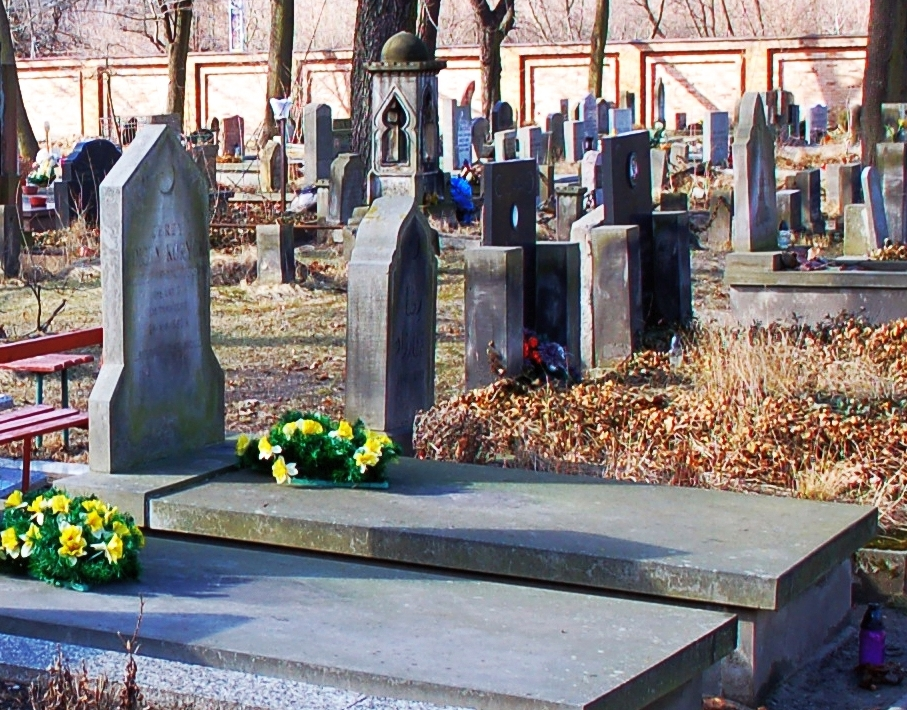
Jerzy Edigeys Grab auf dem Tatarisch-Muslimischen Friedhof in Warschau

Jerzy Edigey (* 12. August 1912; † 24. August 1983 in Warschau, Polen), eigentlich Jerzy Korycki, war ein polnisch-tatarischer Anwalt und Kriminalschriftsteller.
In Warschau hatte er zunächst Jura studiert und als Anwalt gearbeitet, während des Zweiten Weltkriegs und der deutschen Besetzung Polens dann jedoch aktiv am polnischen Widerstand teilgenommen. In seiner Wohnung organisierte er politische Zusammenkünfte und Vorlesungen der im Untergrund wirkenden Geheimen Warschauer Universität. 
Ab 1961 arbeitete Jerzy Edigey nur noch als Schriftsteller und Autor. Er schrieb über 30 (oftmals historische) Kriminal- und Abenteuererzählungen, von den viele auch ins Deutsche übersetzt und ab 1971 in DDR-Verlagen erschienen sind (z. B. als Kriminalreihe in der Kompass-Bücherei, in den Verlagen Neues Leben und Das Neue Berlin).
Jerzys Vorfahren stammten von polnischen Lipka-Tataren ab, was er später mit der Wahl des Pseudonyms Edigey betonte. Er war zwar eine lange Zeit seines Lebens eher Atheist als Muslim, wurde aber schließlich dennoch auf Warschaus Tatarisch-Muslimischen Friedhof beigesetzt. 

## Werke (Auswahl)
- Der Pfeil aus Elam
- Der König von Babylon
- König Asarhaddons Karawane
- Mord mit dem Schlüssel (Der Tote mit dem Schlüssel)
- Mord nach Alphabet
- Der Tod wartet vor dem Fenster
- Urlaub in der Vorsaison